# Tegalrejo (Rejotangan)
Tegalrejo is een bestuurslaag in het regentschap Tulungagung van de provincie Oost-Java, Indonesië. Tegalrejo telt 3762 inwoners (volkstelling 2010).